# Café du Tambourin

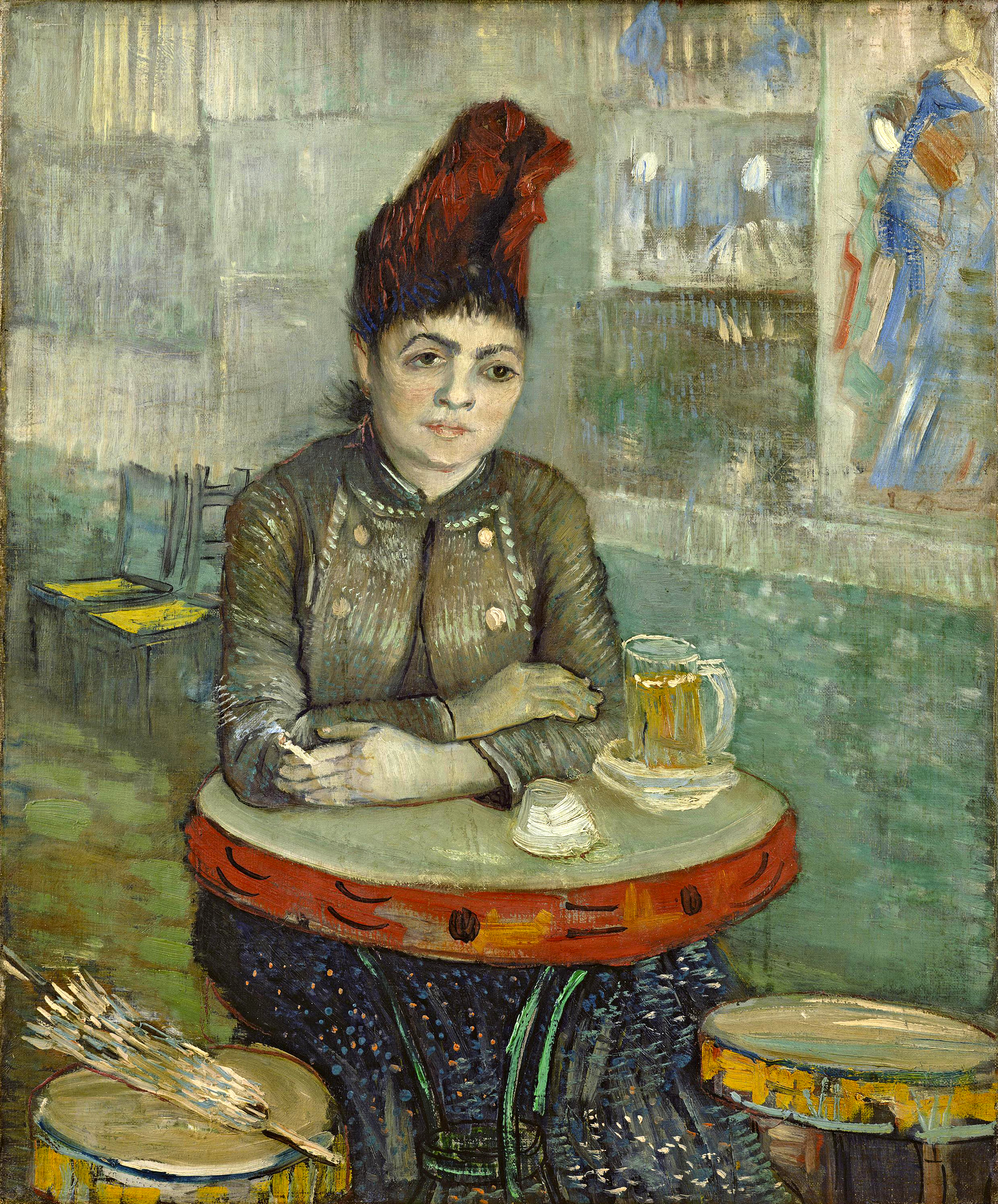
Vincent van Gogh, Agostina Segatori sentada en el Café du Tambourin, 1887-1888, Museo Van Gogh.

Cafetería du Tambourin fue un café restaurante en París, Francia. Propiedad de Agostina Segatori, primero se ubicó en 27 rue de Richelieu, y desde marzo de 1885 reabrió en 62 Bulevar de Clichy. El reconocido Jules Chéret hizo un cartel para publicitar la reapertura. La cafetería contaba con una decoración original, donde Segatori colgó trabajos ofrecidos por Édouard Dantan.
Vincent van Gogh también contribuyó a la decoración de la cafetería a través de un acuerdo comercial con Segatori. Se dice que Van Gogh comía gratis a cambio de bodegones. El local era frecuentado por los amigos de Dantan y Van Gogh. En 1887, Henri de Toulouse-Lautrec creó un retrato de Van Gogh en la Cafetería du Tambourin. El café también era frecuentemente visitado por escritores y críticos de arte como la autora Sophie de Juvigny. La Cafetería Tambourin fue la ubicación de la primera exposición de obras de Van Gogh en París, y en marzo de 1887 Segatori y Van Gogh presentaron una colección de estampas japonesas adquiridas por el artista. En julio de 1887, Van Gogh exhibió sus trabajos y los de sus amigos, Paul Gauguin, Louis Anquetin y Émile Bernard. En esta exposición, Émile Bernard y Louis Anquetin vendieron su trabajo por primera vez.
Más tarde, el Café du Tambourin cayó en bancarrota y fue vendido, reabriendo como el Cabaret de la Butte en 1893, albergando luego el Cabaret des Quat'z'Arts a finales de siglo.